# Marc Redepenning
Marc Redepenning (* 31. Dezember 1972 in Kamen) ist ein deutscher Geograph.

## Werdegang
Nach dem Studium der Geographie, Soziologie, Politik und Öffentlichem Recht an der Universität Trier und der Universität Münster promovierte er 2004 an der Universität Leipzig. Nach der Arbeit als Wissenschaftlicher Mitarbeiter in Leipzig und Jena habilitierte er und erhielt 2011 die Venia Legendi für das Fach Geographie. Nach Interimsprofessuren an der Universität Jena und der Universität Mainz wurde er 2012 Professor und Lehrstuhlinhaber am Lehrstuhl Geographie I (Kulturgeographie mit Schwerpunkten in der Sozialgeographie und Bevölkerungsgeographie) an der Universität Bamberg.
Seine Forschungsschwerpunkte sind Geographien des Ländlichen, lokale Kulturen und lokale Identität, partizipative Ansätze und Methoden auf lokaler Ebene, Geographien der Gerechtigkeit und des Wohlbefindens, Raumtheorie und die Anwendung systemtheoretischen Denkens in der Geographie. 

## Schriften (Auswahl)
- mit Sebastian Scholl: Bierkeller und Brauereien im Bamberger Land. Eine sozial- und kulturgeographische Untersuchung zur kulturellen Bedeutsamkeit, zu Regionalität und Netzwerken. Bamberg 2019.
- Figuren des Ländlichen. Ein Beitrag zu einer Sozialgeographie der Grenzziehungen und Unterscheidungen. Habilitationsschrift. Jena 2010.
- Wozu Raum? Systemtheorie, critical geopolitics und raumbezogene Semantiken. Leipzig 2006.